# 常総市立菅原小学校
常総市立菅原小学校（じょうそうしりつ すがはらしょうがっこう）は、茨城県常総市大生郷町にある公立小学校。

## 概要

### 教育目標
『よく学び、心豊かで、たくましい「菅原っ子」の育成』

## 沿革

### 略歴
1873年（明治6年）、前身となる芳梅校を大生寺に設立する。1889年（明治22年）4月、市町村実施により菅原村となり同年7月1日に菅原郷尋常小学校と改称する。その後、1954年（昭和29年）7月10日の市制施行により水海道市が誕生、水海道市立菅原小学校と改称する。2006年（平成18年）1月1日、常総市誕生に伴い常総市立菅原小学校となる。

### 年表
出典
- 1873年（明治6年） - 旧大生寺を借用して芳梅校を設立[1]。
- 1875年（明治8年） - 大生郷校と改称。
- 1881年（明治14年）4月 - 大生郷小学校を設立。
- 1887年（明治20年） -  大生郷尋常小学校と改称。
- 1889年（明治22年）
  - 4月 - 市町村実施により菅原村となる。
  - 7月1日 - 菅原郷尋常小学校と改称[1]。
- 1915年（大正4年）4月 - 高等科を併設，菅原郷尋常高等小学校と改称。
- 1923年（大正12年）10月 - 大生郷稲荷山1615番地に移転する。
- 1941年（昭和16年）4月 - 菅原国民学校と改称。
- 1947年（昭和22年）4月 - 菅原村立菅原小学校と改称。
- 1954年（昭和29年）7月10日 - 市制施行により水海道市が誕生、水海道市立菅原小学校と改称。
- 1969年（昭和44年）3月 - プール新設。
- 1977年（昭和52年）2月 - 校旗，校歌作成。
- 1978年（昭和53年）12月 - 鉄筋3階建て新校舎完成。
- 1980年（昭和55年）3月 - 新体育館完成。
- 1989年（平成元年）11月1日 - 学校創立100周年記念式典挙行。
- 2006年（平成18年）1月1日 - 常総市誕生に伴い，常総市立菅原小学校と改称。
- 2009年（平成21年）4月 - 特別支援学級（情緒障害）開設。
- 2010年（平成22年）4月 - 特別支援学級（言語障害）開設。
- 2012年（平成24年）8月 - 体育館耐震補修工事。
- 2014年（平成26年）12月 - 校舎耐震工事。

## 通学区域
- 常総市[3]
  - 横曽根新田町、笹塚新田町、五郎兵衛新田町、大生郷町、大生郷新田町、伊左衛門新田町地区,羽生町、大輪町、花島町地区

## 進学先中学校
- 常総市立水海道西中学校[3]

## 学区内の主な施設
- 菅原公民館
- 常総市青少年の家
- 水海道風土博物館 坂野家住宅